# Dolores (nome)
Dolores  è un nome proprio di persona spagnolo e inglese femminile.

## Varianti
- Inglese: Delores[1], Deloris[1], Delora[1]
  - Ipocoristici: Dolly[1], Dollie[1], Lola[1]
- Spagnolo:
  - Ipocorostici: Lola[1], Lolita[1]

### Varianti in altre lingue
- Catalano: Dolors[2]
- Galiziano: Dores[3]
- Portoghese: Dores[3]

## Origine e diffusione

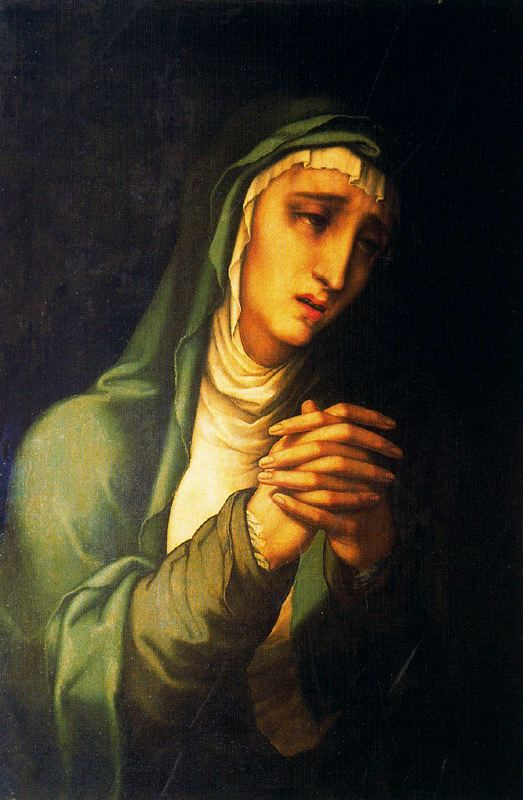
Mater Dolorosa, di Luis de Morales

Si tratta di una parola spagnola che significa "dolori" (plurale di dolor, "dolore"), ripresa da uno dei titoli della Madonna, María de los Dolores ("Maria dei Dolori"). È quindi affine a nomi quali Consuelo, Milagros, Pilar, Rocío, Araceli, Candelaria e Núria, anch'essi ispirati al culto mariano. In basco esiste inoltre il nome Nekane, considerato un suo equivalente.
È entrato nell'uso comune nella lingua inglese dal XIX secolo, riscuotendo particolare successo negli Stati Uniti fra gli anni venti e anni trenta, ed è stato diffuso anche in Sicilia e Sardegna durante la dominazione spagnola.
Viene spesso indicato come corrispondente del nome italiano Addolorata, in ragione del fatto che la María de los Dolores è venerata in Italia come Maria Addolorata, ma è di significato leggermente differente.

## Onomastico
L'onomastico ricade il 15 settembre per la festività dell'Addolorata, ma si può festeggiare anche il 10 gennaio, in ricordo della beata María Dolores Rodríguez Sopeña, oppure il 20 luglio, in memoria della beata Rita Dolores Pujalte Sanchez, suora e martire.

## Persone

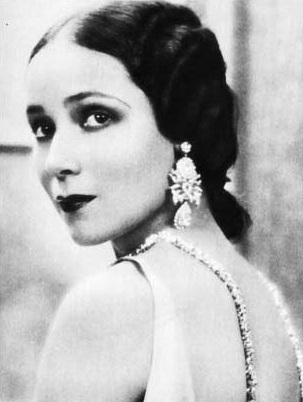
Dolores del Río

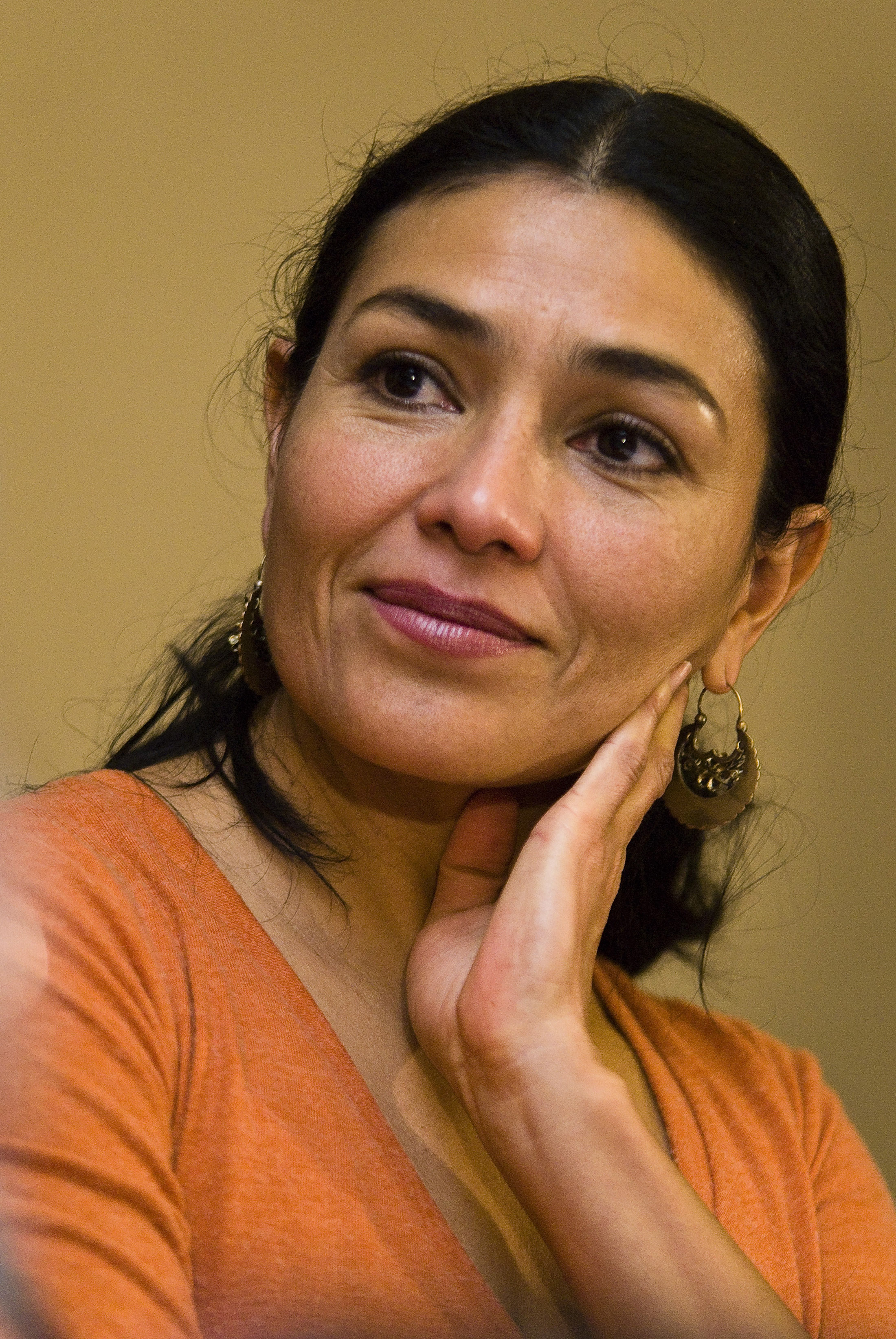
Dolores Heredia

- Dolores Cabanillas, religiosa argentina
- Dolores Cassinelli, attrice statunitense
- Dolores Chaplin, attrice statunitense
- Dolores Costello, attrice statunitense
- Dolores del Río, attrice messicana
- Dolores Fuller, attrice e cantautrice statunitense
- Dolores Gray, attrice e cantante statunitense
- Dolores Hart, religiosa ed attrice statunitense
- Dolores Heredia, attrice messicana
- Dolores Hitchens, scrittrice statunitense
- Dolores Ibárruri, politica, attivista e antifascista spagnola
- Dolores O'Riordan, cantautrice e musicista irlandese
- Dolores Palumbo, attrice italiana
- Dolores Pampin, schermitrice argentina
- María Dolores Pradera, cantante e attrice spagnola
- Dolores Prato, scrittrice, poetessa e docente italiana
- María Dolores Rodríguez Sopeña, religiosa spagnola
- Dolores Wettach, modella e attrice svizzera naturalizzata statunitense

### Variante Lola

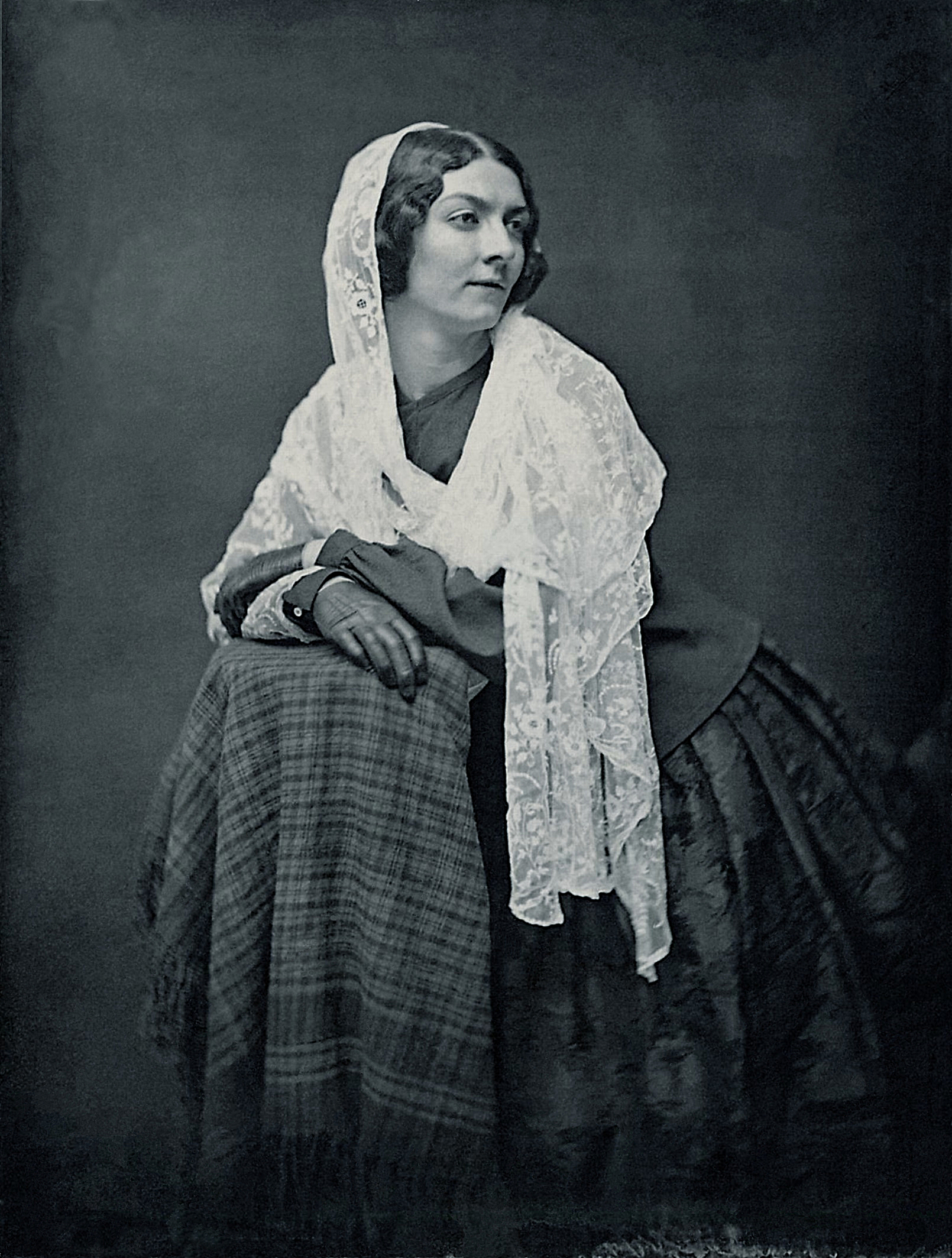
Lola Montez

- Lola Albright, modella, attrice e cantante statunitense
- Lola Beltrán, cantante e attrice messicana
- Lola Bobescu, violinista belga
- Lola Braccini, attrice e doppiatrice italiana
- Lola Dewaere, attrice francese
- Lola Dueñas, attrice spagnola
- Lola Falana, conduttrice televisiva, showgirl, attrice, e cantante statunitense
- Lola Flores, cantante, ballerina e attrice spagnola
- Lola Forner, modella spagnola
- Lola Gaos, attrice spagnola
- Lola Glaudini, attrice statunitense
- Lola Herrera, attrice spagnola
- Lola Montez, ballerina, attrice ed avventuriera irlandese
- Lola Müthel, attrice tedesca
- Lola Pagnani, attrice e ballerina italiana
- Lola Ponce, cantante, attrice e modella argentina
- Lola Shoneyin, scrittrice e poetessa nigeriana

### Variante Lolita
- Lolita, cantante italiana

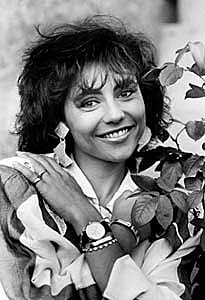
Lolita Morena

- Lolita Davidovich, attrice canadese
- Lolita Lempicka, stilista e creatrice di profumi francese
- Lolita Lymoura, cestista greca
- Lolita Morena, modella e conduttrice televisiva svizzera

### Altre varianti
- Dolly Golden, pornoattrice francese
- Dolly Parton, cantautrice, attrice e musicista statunitense

## Il nome nelle arti
- Dolores è la protagonista dodicenne del romanzo Lolita di Vladimir Nabokov, da cui deriva il termine "lolita" - indicante una ragazzina dai modi estremamente seduttivi - ed il corrispettivo giapponese "lolicon" (complesso di lolita) riferito ad anime e manga.
- Dolores è un personaggio del film del 1988 Chi ha incastrato Roger Rabbit, diretto da Robert Zemeckis.
- Dolores è un personaggio del film del 2001 Santa Maradona, diretto da Marco Ponti.
- Dolores è un personaggio del film del 1966 Arizona Colt', diretto da Michele Lupo.
- Dolores è un personaggio del film del 1958 Pane, amore e Andalusia, diretto da Javier Setó.
- Suor Dolores è un personaggio dell'anime Cantiamo insieme.
- Lola è la protagonista femminile della Cavalleria rusticana di Giovanni Verga.
- Dolores Asenjo de Mirañar è un personaggio della soap opera Il segreto.
- Dolores Bastinado è un personaggio della serie televisiva del 1957 Zorro.
- Dolores Chanal è un personaggio del romanzo di Dennis Lehane L'isola della paura e del film del 2010 da esso tratto Shutter Island, diretto da Martin Scorsese.
- Dolores Claiborne è un personaggio dell'omonimo romanzo di Stephen King e del film del 1995 da esso tratto L'ultima eclissi, diretto da Taylor Hackford.
- Dolores Costello è un personaggio del film del 1997 Leprechaun 4 - Nello spazio, diretto da Brian Trenchard-Smith.
- Maria-Dolores de la Jeyna de la Calde è un personaggio del film del 1986 Pirati, diretto da Roman Polański.
- Dolores Driscoll è un personaggio del film del 1997 Il dolce domani, diretto da Atom Egoyan.
- Lola Fleming è un personaggio della serie televisiva Reign.
- Dolores Gonzales è un personaggio del film del 1969 L'investigatore Marlowe, diretto da Paul Bogart.
- Dolores Grimaldi è un personaggio della serie televisiva Casa Vianello.
- Lola Martinez è un personaggio della serie televisiva Zoey 101.
- Dolores Mayo è un personaggio della serie televisiva NYPD - New York Police Department.
- Dolores Mendoza è un personaggio del film del 1966 10.000 dollari per un massacro, diretto da Romolo Guerrieri.
- Dolores Umbridge è un personaggio della serie di romanzi e film Harry Potter, creata da J. K. Rowling.
- Dolores Winters è un personaggio dei fumetti DC Comics.
- Dolores Abernathy è un personaggio della serie televisiva Westworld - Dove tutto è concesso.
- Lola Bunny è un personaggio dei Looney Tunes.
- Lola Loud è un personaggio della serie A casa dei Loud.